# Villa romana de Liédena
La Villa romana de Liédena es un yacimiento arqueológico perteneciente a la época bajoimperial romana situado en Liédena, Navarra, España. Su yacimiento se localizó en febrero de 1921. Fue la primera villa romana en España objeto de excavación, estudio y publicación al completo, sirviendo de referencia posterior a estudios similares, y fue inicialmente llevada a cabo por Blas Taracena Aguirre y Luis Vázquez de Parga entre 1942 y 1947. Forma parte de la Ruta de la Navarra romana junto a lugares como Andelos, la Villa romana de Las Musas (Arellano), la ciudad romana de Cara (Santacara), Santa Criz de Eslava, la Villa romana del Ramalete (Tudela) y la calzada romana de Ablitas.

## Contexto geográfico
Situada junto al río Irati y frente a la Foz de Lumbier, se localiza en la parte oriental de Navarra, dentro de la Merindad de Sangüesa, a unos 37 km de Pamplona y a unos 7 km de Sangüesa, dentro del término municipal de Liédena, a unos 4 km del centro urbano. Tanto la carretera nacional N-240 como la autovía de los Pirineos (A-21) pasan junto al yacimiento. Según describía Altadill en 1921, la altitud del yacimiento es de 431 m s. n. m..

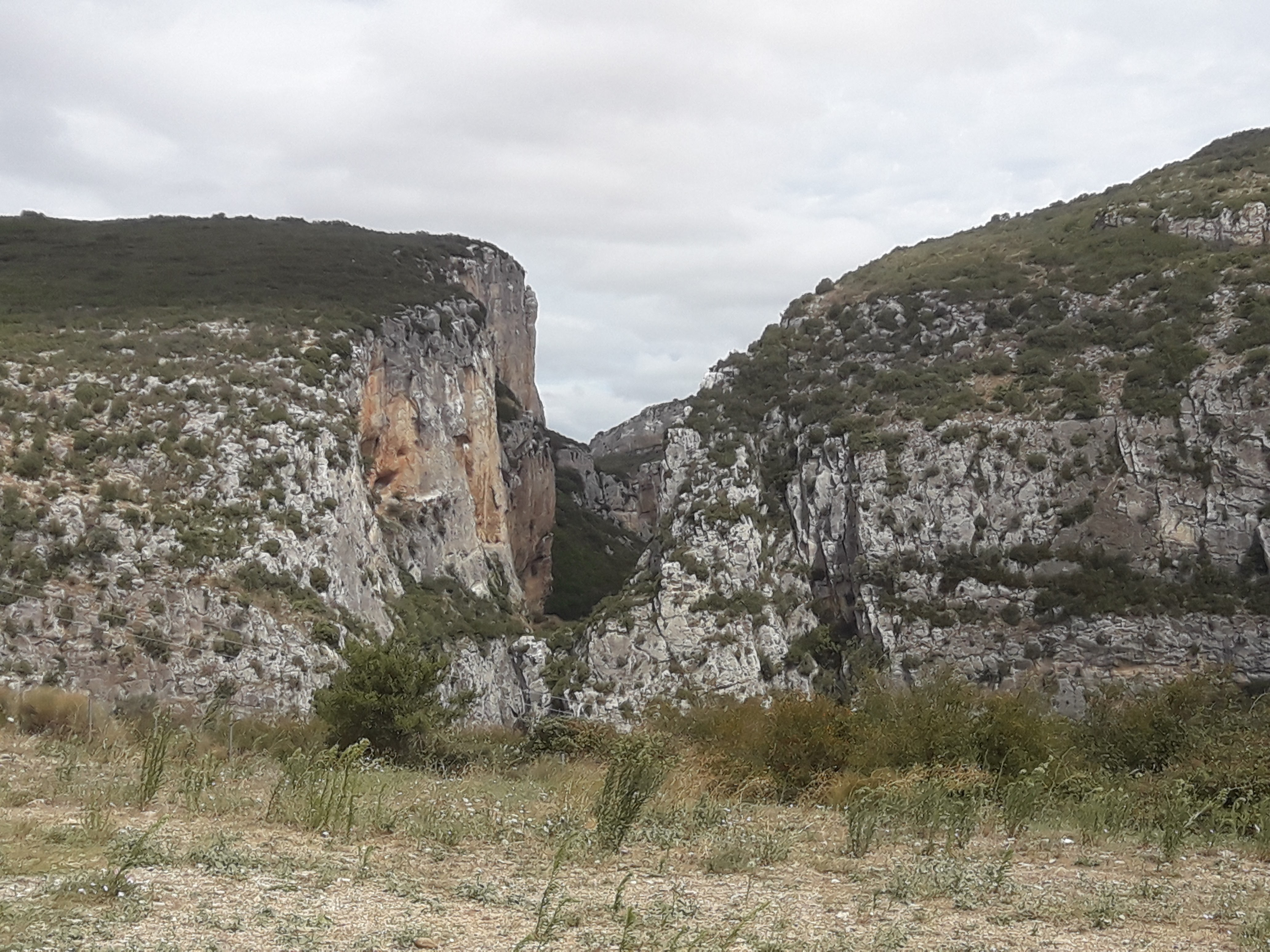
Imagen de la Foz de Lumbier tomada desde el yacimiento de la villa romana.

## El hallazgo

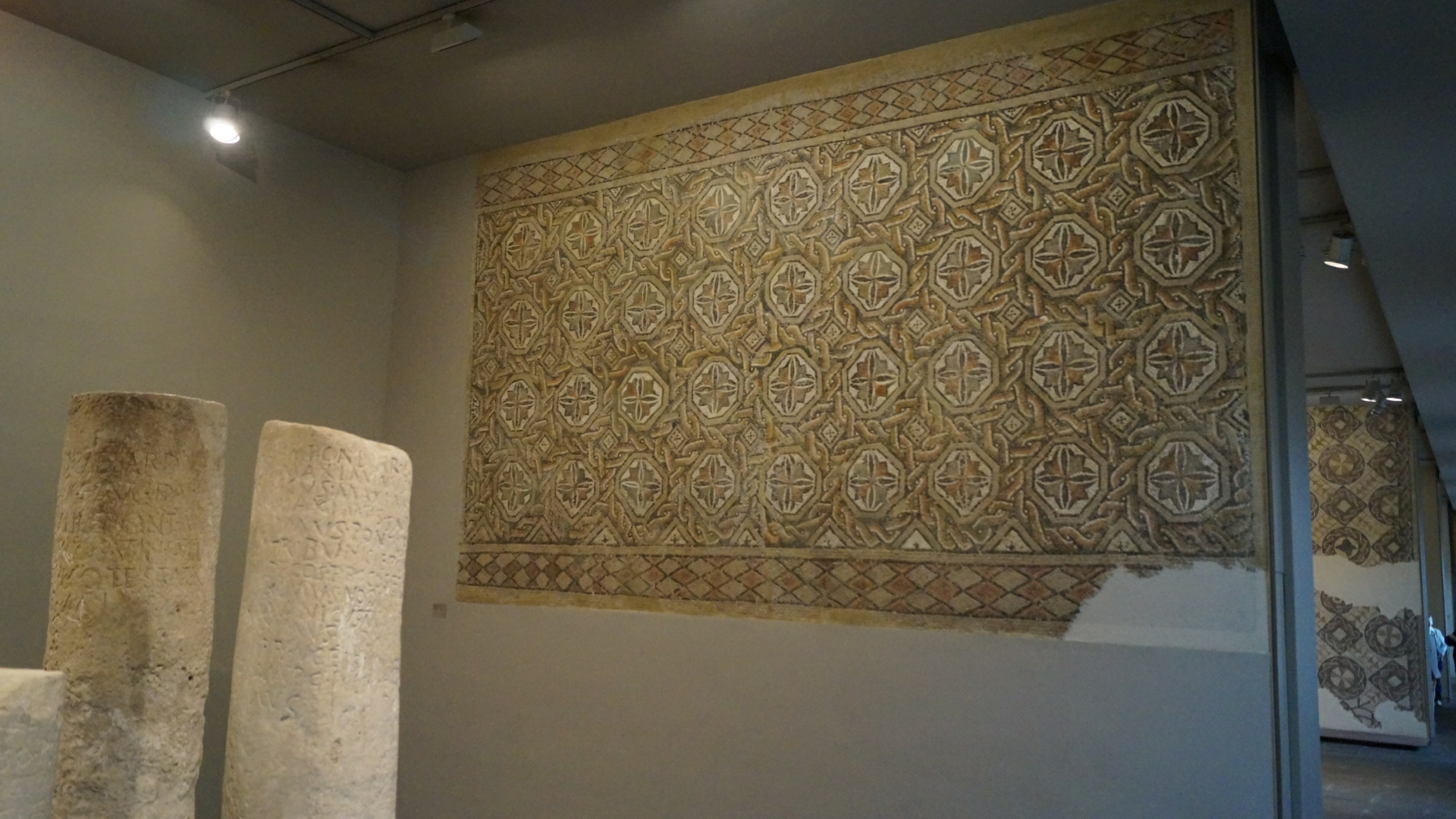
Mosaico de la villa romana de Liédena conservado en el Museo de Navarra

Julio Altadill describe cómo durante el mes de febrero de 1921, mientras realizaban tareas agrícolas, la Comisión de Monumentos Históricos y Artísticos de Navarra el día 21 de ese mes recibe noticia del hallazgo por parte de José de Oyaga, delegado de la Comisión en Liédena. El presidente, Arturo Campión, delega en el mismo Altadill la tarea de acercarse al lugar «y, sobre el terreno, comprobara el alcance del hallazgo, ordenase los trabajos de excavación, tomara las determinaciones procedentes y diese cuenta a esta Comisión a su regreso, formulando la Memoria correspondiente si la importancia del caso lo merecía.» Dos días más tarde, el 23, Altadill toma «el tren eléctrico de la línea del Irati» y se presenta en el lugar tomando nota de las circunstancias del descubrimiento del mosaico romano realizado por Ángel Arina y Nicanor Pérez de Obanos, propietarios, describe con precisión las distancias así como el terreno. Es el mismo Altadill quien se percata de que se hallaban ante los vestigios de una villa romana y de la relevancia del mismo al solicitar a las autoridades vigilancia.

## Descripción del yacimiento
Aunque la hipótesis de los trabajos realizados hasta ahora han partido del supuesto de que se trata de una villa, debido a su emplazamiento cercano a una calzada romana «gana fuerza la teoría de que se trataría más bien de una casa de postas, un alto en el camino» entre Pompelo y Cesaraugusta, es decir, una mansio.
Esta villa rústica está datada entre el siglo II d. C. y el siglo IV. Ocupan una superficie de una hectárea en su máxima extensión (76 x 168 m). Es un espacio rectangular con una orientación este-oeste. En el caso de Liédena, «como muchas de las Villas Romanas existentes en el Valle del Ebro« presenta dos fases constructivas de cronologías diferenciadas y evidenciando una evolución arquitectónica en los dos edificios superpuestos:
- La primera fase sería una villa de los siglos I – II d. C. La villa se muestra articulada en torno a un peristilo con mosaicos decorativos abierto sobre un oecus (sala grande). Se completaba la dotación de la villa con unas termas en la parte oriental de la vivienda. Todoe este conjunto habría sido destruido en un incendio y habría estado abandonado para el siglo III d. C.
- La segunda fase «comprende una remodelación de la villa en el siglo IV d. C., manteniendo la orientación de los muros y las estructuras principales de la vivienda. En esta segunda fase, se rediseñaron los pavimentos de mosaico y se añadieron nuevas habitaciones. Además, la villa se amplió con un nuevo patio de recreo que, con estanque, con unas nuevas termas, y un gran patio al Este de la villa bordeado por gran cantidad de habitaciones.»[14]

## Fases de ocupación
Se han notado dos fases diferentes en la ocupación del lugar: 
- Altoimperial: en siglo II d. C., ocupando un espacio de 48x112 m. y ocupado por una villa con peristilo.
- Bajoimperial: en el siglo IV, época de mayor esplendor y extensión. De esta fase serían las termas situadas al oeste y el estanque ubicado al sur que desaguaba en el río Irati.[15]

El salto temporal entre ambas fases pudo estar marcado por un incendio y posterior abandono.

## Intervenciones arqueológicas
Desde que el 21 de febrero de 1921 se comunicó el hallazgo se fueron practicando varias prospecciones por parte de Julio Altadill donde ya se desenterraron mosaicos, restos de edificaciones, monedas y material cerámico.

### Intervenciones (1942-1947)
Se localiza la construcción más antigua fechada en el siglo II d. C.

## Restos arqueológicos
Correspondiendo a las dos épocas, algunos de los hallazgos más significativos fueron:
- Restos cerámicos, sigilatas hispánicas.
- Fragmentos de dolia en la cella vinaria junto a utensilios agrícolas en la zona del patio.
- Sarcófago en la zona del mausoleo.
- Mosaicos.
- Tesorillo de monedas romanas del siglo III d. C.[17]

## Galería de imágenes

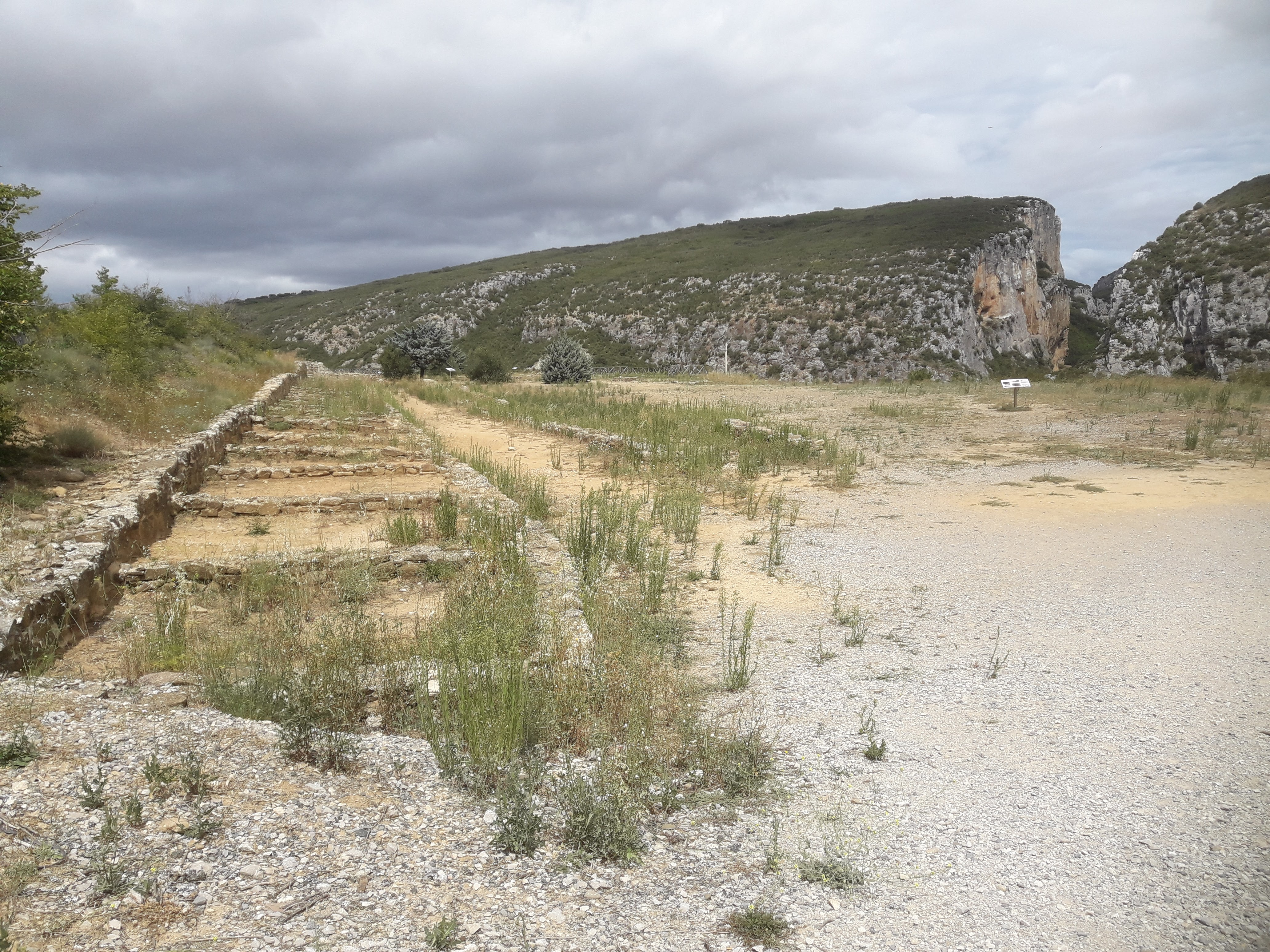
Dependencias de la villa. La foz de Lumbier, a la derecha.
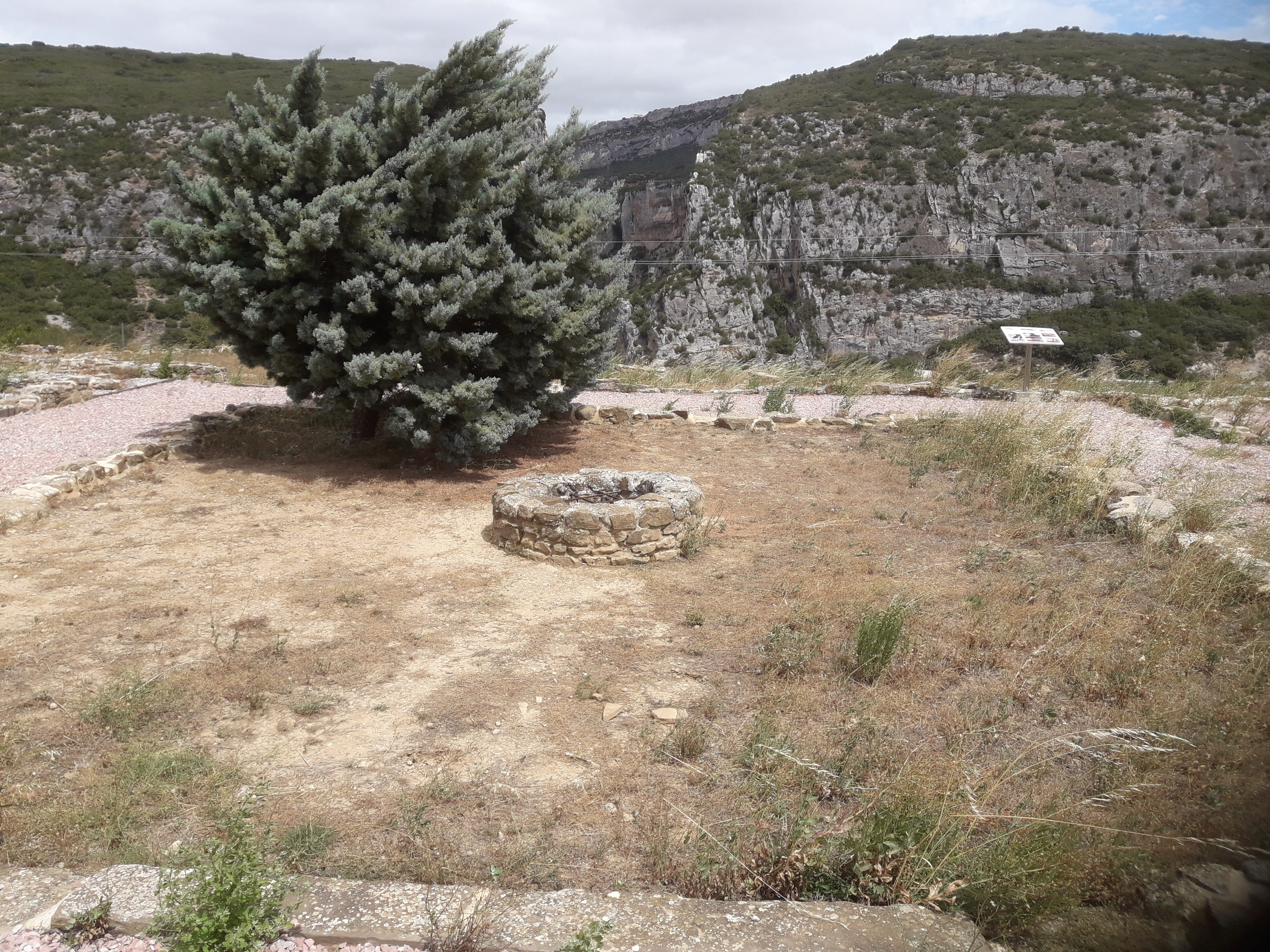
Pozo.
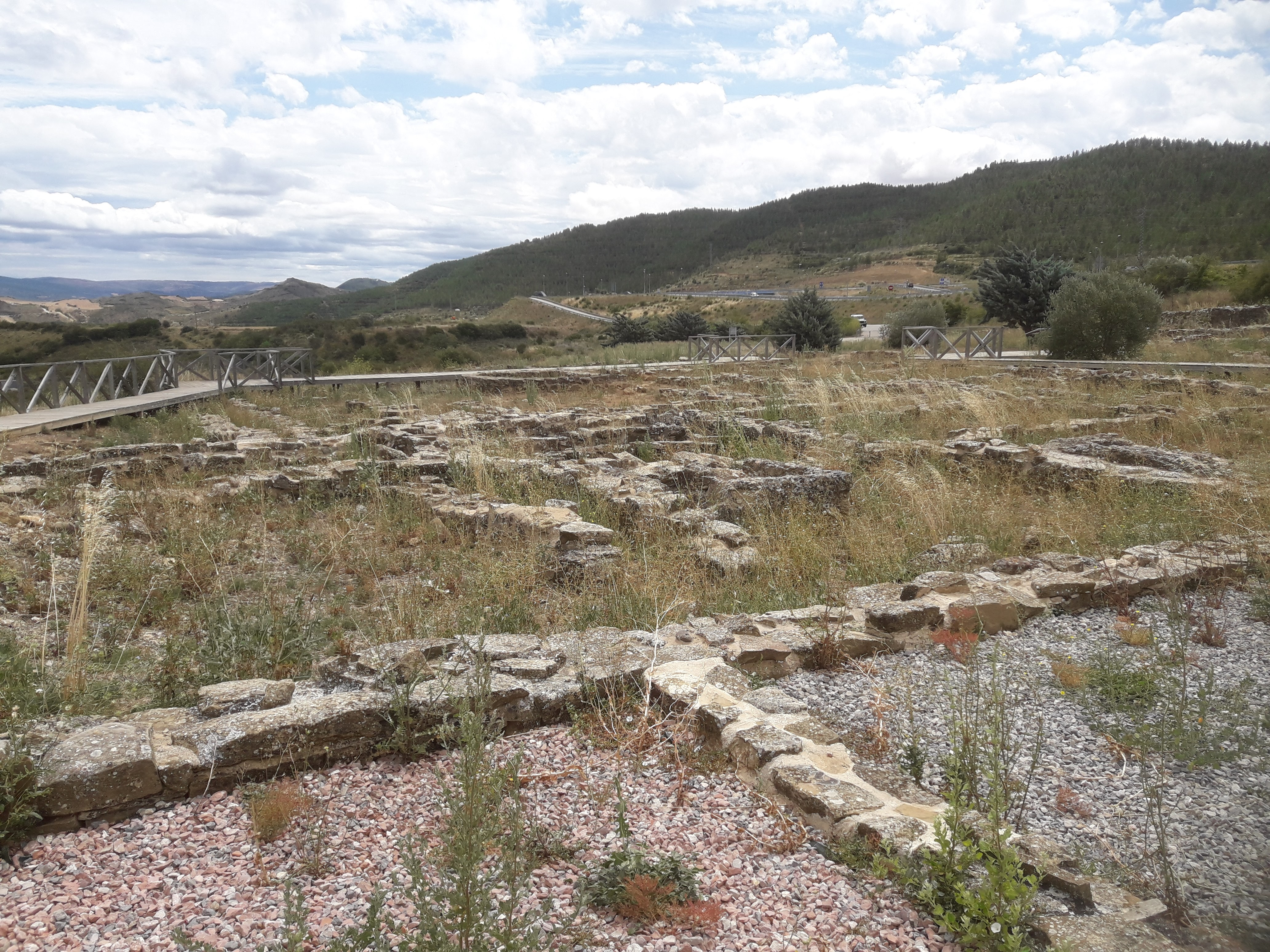
Restos de los muros separadores de las diferentes dependencias.
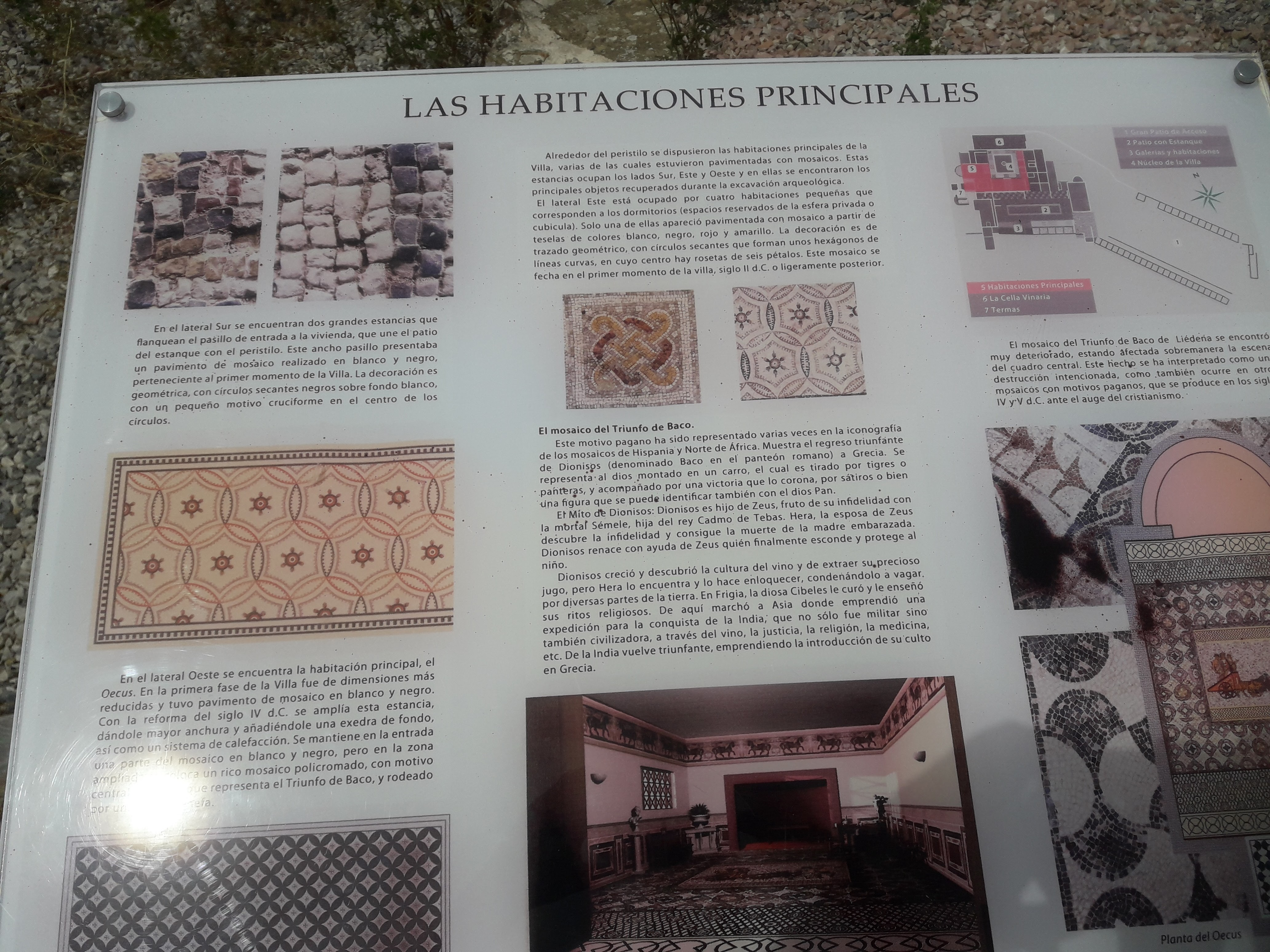
Panel explicativo.
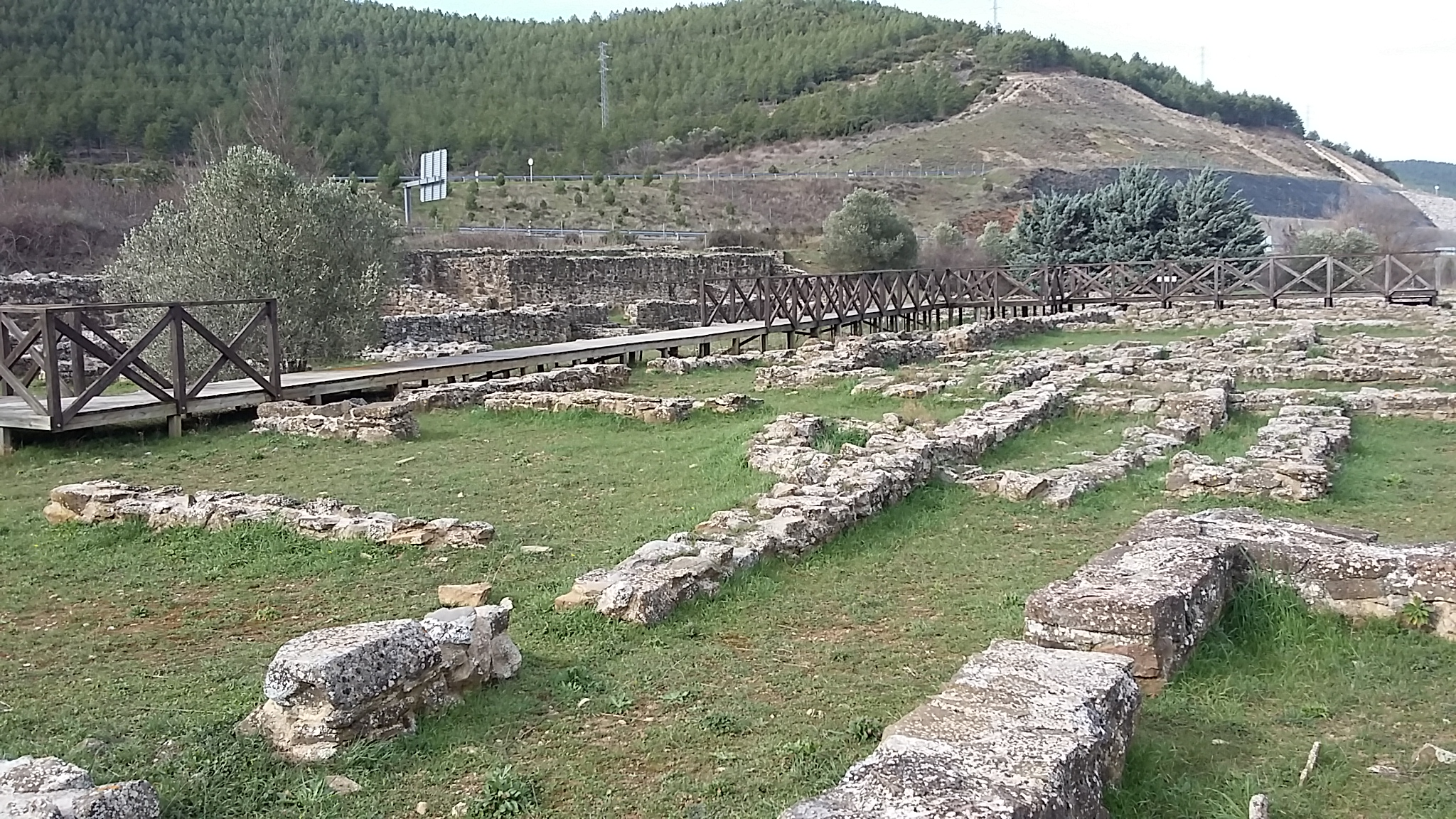
Vista del conjunto. Al fondo se nota el trazado de las carreteras actuales.